# Carola Schelle-Wolff

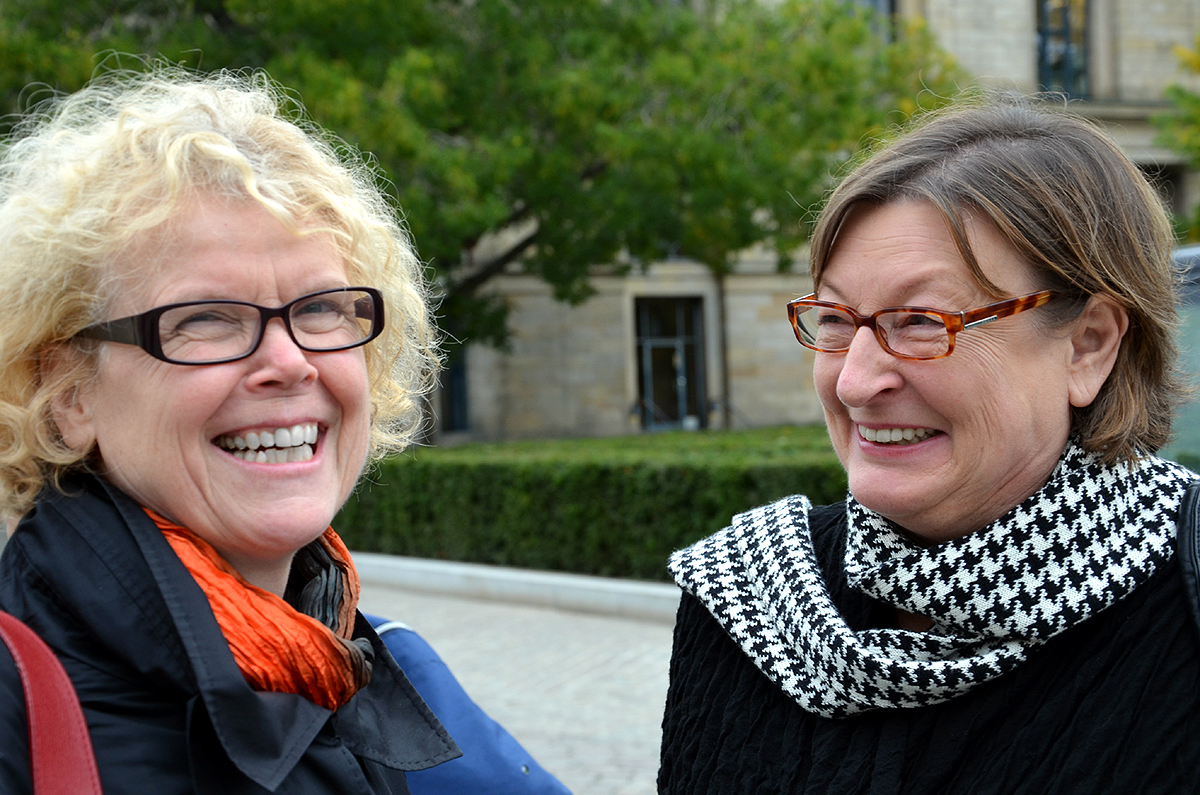
Carola Schelle-Wolff (links), hier mit der Kultur- und Schuldezernentin der niedersächsischen Landeshauptstadt, Stadträtin Marlis Drevermann

Carola Schelle-Wolff (zuvor: Carola Schelle) (* 23. Juni 1955 in Berlin) ist eine deutsche Bibliothekarin. Sie war Leiterin der Stadtbibliothek Hannover und des Stadtarchivs Hannover.

## Leben
Carola Schelle wuchs in Berlin auf und studierte an der Freien Universität Berlin Bibliothekswesen. 1978 diplomierte sie mit einer Darstellung der Frau in der DDR-Literatur. Nach einer Tätigkeit in Essen arbeitete sie ab 1985 erstmals für die Stadtbibliothek Hannover, in der sie bald für die Öffentlichkeitsarbeit zuständig war sowie in der Abteilung Literatur und Sprache. Neben dieser Halbtagsstelle studierte sie Germanistik und Geschichte an der Universität Hannover und promovierte 1994 am Seminar für deutsche Literatur und Sprache der Universität Hannover mit einer Arbeit über den Nürnberger Drucker und Buchhändler Hans Hergot.
1994 war Carola Schelle-Wolff erstmals, allerdings nur kurzfristig, Leiterin der Stadtbibliothek Hannover.
1995 bis 2003 übernahm sie die Leitung der Stadtbibliothek Freiburg im Breisgau.
Zurück in Hannover, wurde sie – gemeinsam mit Petra Martinsen – Leiterin des Fachbereichs Bibliothek und Schule. 2004 initiierte Schelle-Wolff das Lesenetzwerk Hannover, in dessen Rahmen ab 2005 die Hannoverschen Lesefeste stattfanden.
Carola Schelle-Wolff war Vorstandsmitglied im Deutschen Bibliotheksverband und war 2007 Jurorin bei der Wahl der „Bibliothek des Jahres“ zugunsten der Gefangenenbibliothek der JVA Münster. Sie wurde als Herausgeberin der bibliothekarischen Fachzeitschrift BuB – gemeinsam mit Olaf Eigenbrodt (Fachbereichsbibliothek Sprache Literatur Medien an der Universität Hamburg) – wiedergewählt mit einer Amtszeit bis zum 30. Juni 2014.
Gemeinsam mit Birgit Nerenberg und Martina Meyer initiierte Carola Schelle-Wolff den 2009 gegründeten Verein Lesestart Hannover, der mit Kinderärzten kooperiert, wissenschaftlich von der Leibniz Universität Hannover begleitet wird und bundesweite Aufmerksamkeit fand: Ziel des Vereins, in dem Schelle-Wolff Ehrenmitglied ist, ist insbesondere die frühkindliche Sprach- und Leseförderung in Familien, Krippen und Kindergärten.

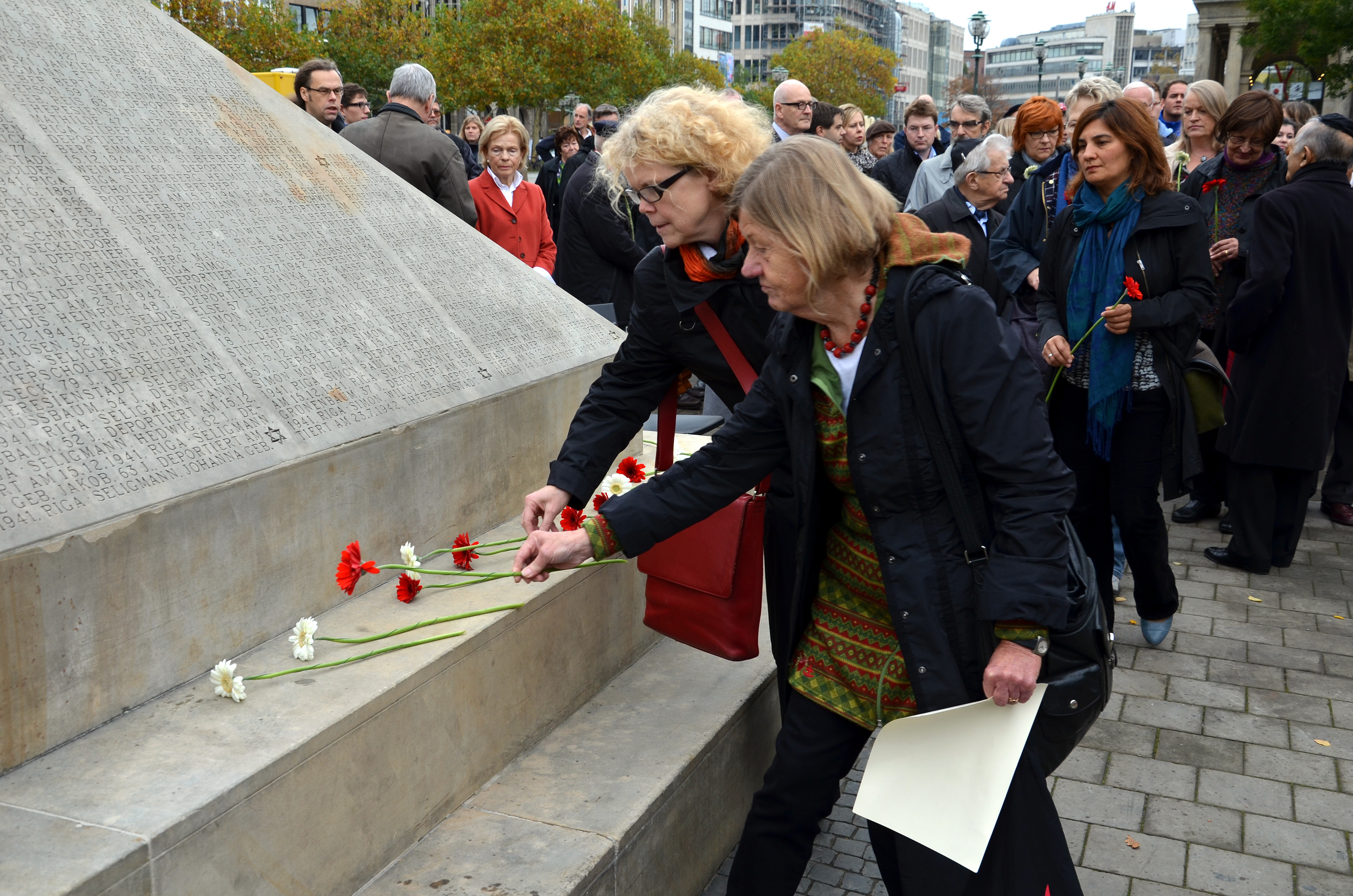
Carola Schelle-Wolff, hier 2013 mit der ehemaligen Bürgermeisterin Ingrid Lange am Mahnmal für die ermordeten Juden Hannovers

Ab dem 15. Juli 2009 übernahm Carola Schelle-Wolff zusätzlich die Leitung des Fachbereichs Museen und Kulturbüro. Seitdem ist sie neben den hannoverschen Bibliotheken und dem Stadtarchiv Hannover auch für die drei städtischen Museen verantwortlich sowie für das Kulturbüro. Ihre Fachbereiche umfassen rund 420 Mitarbeiter.
Im Zeichen knapper werdender öffentlicher Gelder engagiert sich Carola Schelle-Wolff für stetige Weiterbildungen, zeitgemäße Medienkompetenz und deren Anwendungen. So wurden beispielsweise im August 2011 in vier Häusern der Stadtbibliothek Selbstbedienungsautomaten zum Ausleihen und Zurückgeben von Büchern eingeführt. Am Hauptgebäude in der Hildesheimer Straße wurde ein von außen zugänglicher SB-Schalter zur Bücherrückgabe zu begrenzten Zeiten installiert. Insgesamt hat „die Stadt [… für die Selbstbedienung] drei Millionen Euro investiert und spart pro Jahr 400.000 Euro durch schrittweisen Abbau von 21 Personalstellen“.
Da der Anteil von Jugendlichen mit Migrationshintergrund in Hannover, die die allgemeinbildende Schule ohne (Haupt-)Schulabschluss verlassen, mit rund 20 % gut doppelt so hoch liegt wie bei Schülern ohne Migrationshintergrund, ist ein besonderer Schwerpunkt von Carola Schelle-Wolffs Arbeit die frühzeitige Förderung von Ausbildungs- und Berufschancen dieser Zielgruppe.
Im Februar 2012 schloss Carola Schelle-Wolff einen Kooperationsvertrag mit der Wilhelm-Raabe-Schule, durch den „ab der 8. Jahrgangsstufe alle Schüler des Gymnasiums systematisch die Angebote der Bücherei kennenlernen“ sollen. In den nunmehr neunten Kooperationsvertrag mit einer hannoverschen Schule ist auch eine Lehrerfortbildung eingeschlossen. Nach der Vertragsunterzeichnung präsentierten Schüler vor Publikum, in dem auch die Kultur- und Schuldezernentin Marlis Drevermann saß, erstmals einen Book Slam: Mit einer speziellen Entwicklung aus dem Hause der Stadtbibliothek soll durch selbstauszudenkende Werbespots, Rap oder Rollenspiel „vor allem den Jungen […] auf diese Weise das Lesen schmackhaft“ gemacht werden.
Carola Schelle-Wolff ist stellvertretende Vorsitzende im Wissenschaftlichen Beirat des Deutschen Instituts für Erwachsenenbildung – Leibniz-Zentrum für Lebenslanges Lernen (DIE).
Im September 2017 startete Schelle-Wolff einen 1-jährigen Testlauf für die „Bibliothek ohne Personal“ in der Zweigstelle Hannover-List. Zusätzlich zu den regulären Öffnungszeiten mit Personalbesetzung (wöchentlich 32 Stunden) können dort Leser an 20 weiteren Öffnungsstunden pro Woche mit einem Chipkarten-Leseausweis und Eingabe eines speziellen Codes die Türen öffnen und die Räumlichkeiten nutzen.

## Schriften (Auswahl)
- 70 Jahre und über 70.000 Seiten – BuB feiert Jubiläum. in: BuB – Forum Bibliothek und Information 70. Jg. 2018, S. 620–628
- aus weniger mach mehr: Personalentwicklung im Zeichen von Veränderungen in der Medienwelt und Stellenreduzierungen in der Stadtbibliothek Hannover, PDF-Dokument zu Mitarbeiter-Fortbildungen vom 11. Dezember 2009
- Forum 3: Anforderungen an die Kommune …, Kurzvorstellung eines Vortrages zur Förderung von Ausbildungs- und Berufschancen für Jugendliche mit Migrationshintergrund, PDF-Dokument vom 2. Dezember 2008
- mit Hartmut Zoche (Hrsg.): Kinder spielen in ihrer Stadt. SpielRäume in Freiburg 1900-2000. Modo-Verlag, Freiburg im Breisgau 2000, ISBN 3-922675-78-6
- Zwischen Erwartung und Aufruhr, Die Flugschrift „Von der newen Wandlung eynes christlichen Lebens“ und der Nürnberger Drucker Hans Hergot (= Europäische Hochschulschriften, Reihe 1, Deutsche Sprache und Literatur, Band 1549). Lang, Frankfurt am u. a. 1996, ISBN 3-631-49573-0 (zugleich 1994 Dissertation an der Universität Hannover).
- Die Bücherverbrennung in Hannover, in: Stichtag der Barbarei. Anmerkungen zur Bücherverbrennung 1933, hrsg. von Niels Schiffbauer und Carola Schelle, Postskriptum Verlag, Hannover 1983, ISBN 3-922382-16-9, S. 55–63
- in der Reihe Kulturinformation, hrsg. vom Kulturamt der Stadt Hannover (zugleich Band von Literanover: Leseheft Literanover) [1991 ?]